# ジャスティン・ハーバート
ジャスティン・パトリック・ハーバート（Justin Patrick Herbert,
1998年3月10日 - ）は、アメリカ合衆国オレゴン州ユージーン出身のアメリカンフットボール選手。NFLのロサンゼルス・チャージャーズに所属している。ポジションはクォーターバック。

## 経歴

### プロ入り前
オレゴン州ユージーンで生まれ、大学卒業まで過ごした。幼少期からアメリカンフットボール、野球、バスケットボールをプレーしてきた。祖父がオレゴン大学ダックスでレシーバーとしてプレー経験があったことやオーツェン・スタジアム（オレゴン大学内のスタジアム）の近くに住んでいたことから、オレゴン大学のファンであり、自身もオレゴン大学に進学した。
大学時代は1年目から正QBとして、8試合に出場してわずか4回のインターセプトと19回のタッチダウンパスを決めるなどの活躍を見せる。4年目には3,471ヤードを投げて66.8％の成功率をほこり、32回のタッチダウンながらインターセプトは6回という成績だった。その後、2020年のローズボウルで優勝し、オフェンスMVPを獲得した。

#### 大学時代の通算成績
| 年度 | チーム   | 試合 | パス      | パス      | パス      | パス        | パス             | パス | パス | パス          | ラン      | ラン        | ラン             | ラン |
| 年度 | チーム   | 出場 | 成功 回数 | 試投 回数 | 成功 確率 | 獲得 ヤード | 平均 獲得 ヤード | TD   | Int  | レイテ ィング | 試行 回数 | 獲得 ヤード | 平均 獲得 ヤード | TD   |
| ---- | -------- | ---- | --------- | --------- | --------- | ----------- | ---------------- | ---- | ---- | ------------- | --------- | ----------- | ---------------- | ---- |
| 2016 | オレゴン | 8    | 162       | 255       | 63.5      | 1,936       | 7.6              | 19   | 4    | 148.8         | 58        | 161         | 2.8              | 2    |
| 2017 | オレゴン | 8    | 139       | 206       | 67.5      | 1,983       | 9.6              | 15   | 5    | 167.5         | 44        | 183         | 4.2              | 5    |
| 2018 | オレゴン | 13   | 240       | 404       | 59.4      | 3,151       | 7.8              | 29   | 8    | 144.7         | 71        | 166         | 2.3              | 2    |
| 2019 | オレゴン | 14   | 286       | 428       | 66.8      | 3,471       | 8.1              | 32   | 5    | 158.7         | 58        | 50          | 0.9              | 4    |
| 計   | 計       | 43   | 813       | 1,273     | 63.9      | 10,541      | 8.2              | 95   | 22   | 153.7         | 231       | 560         | 2.4              | 13   |

- 太字は自身最高記録

### ロサンゼルス・チャージャーズ
新型コロナウイルスにより社会距離拡大戦略のためTV会議で行われた2020年のNFLドラフトで、1巡目（全体6位）でロサンゼルス・チャージャーズから指名された。7月25日に4年2,660万ドルで契約し入団した。
2020年シーズンでは、当初はタイロッド・テイラーのバックアップだったが、テイラーが気胸により出場できなくなったため、9月20日の第2週カンザスシティ・チーフス戦でNFLデビューを先発出場で果たした。311ヤードと1タッチダウンを挙げるも、チームは延長の末23-20で敗れた。第5週の試合前にアンソニー・リンHCにチームの先発QBとして指名された。第16週のデンバー・ブロンコス戦でシーズン28回目のタッチダウンパスを挙げ、それまでベイカー・メイフィールドが持っていたNFL新人QBのタッチダウンパス記録を更新した。このシーズンは攻撃部門年間最優秀新人賞に輝いた。
2022年シーズンには、初のプレーオフ出場を果たし初戦のジャガーズ戦では一時27-0とリードするも、後半にはわずか3点を挙げるにとどまり30-31で敗退した。
2023年4月28日、チームから5年目の契約オプションを行使された。7月25日には、2029年までの5年総額2億6250万ドルの契約を結び、この時点でNFL最高額の選手となった。
2023年シーズンは、第14週で指を怪我して手術となり、そのままシーズン終了となった。
2024年シーズンは、新たにHCに就任したジム・ハーボーのもと、レギュラーシーズン全17試合でわずか3個のパス・インターセプトを許したのみと安定した成績を残し、第5シードでプレーオフ進出を果たした。だがプレーオフ初戦ではヒューストン・テキサンズ相手に4個のパス・インターセプトを喫して敗れた。

## 詳細情報

### 年度別成績

#### レギュラーシーズン
| 年度     | チーム   | 背 番 号 | 試合 | 試合 | パス      | パス      | パス      | パス        | パス             | パス | パス | パス          | ラン      | ラン        | ラン             | ラン | ファンブル    | ファンブル |
| 年度     | チーム   | 背 番 号 | 出場 | 先発 | 成功 回数 | 試投 回数 | 成功 確率 | 獲得 ヤード | 平均 獲得 ヤード | TD   | Int  | レイテ ィング | 試行 回数 | 獲得 ヤード | 平均 獲得 ヤード | TD   | ファン ブル数 | ロスト     |
| -------- | -------- | -------- | ---- | ---- | --------- | --------- | --------- | ----------- | ---------------- | ---- | ---- | ------------- | --------- | ----------- | ---------------- | ---- | ------------- | ---------- |
| 2020     | LAC      | 10       | 15   | 15   | 396       | 595       | 66.6      | 4,336       | 7.3              | 31   | 10   | 98.3          | 55        | 234         | 4.3              | 5    | 8             | 1          |
| 2021     | LAC      | 10       | 17   | 17   | 443       | 672       | 65.9      | 5,014       | 7.5              | 38   | 15   | 97.7          | 63        | 302         | 4.8              | 3    | 1             | 1          |
| 2022     | LAC      | 10       | 17   | 17   | 477       | 699       | 68.2      | 4,739       | 6.8              | 25   | 10   | 93.2          | 54        | 147         | 2.7              | 0    | 8             | 3          |
| 2023     | LAC      | 10       | 13   | 13   | 297       | 456       | 65.1      | 3,134       | 6.9              | 20   | 7    | 93.2          | 52        | 228         | 4.4              | 3    | 4             | 1          |
| 2024     | LAC      | 10       | 17   | 17   | 332       | 504       | 65.9      | 3,870       | 7.7              | 23   | 3    | 101.7         | 69        | 306         | 4.4              | 2    | 6             | 2          |
| NFL：5年 | NFL：5年 | NFL：5年 | 79   | 79   | 1,945     | 2,926     | 66.5      | 21,093      | 7.2              | 137  | 45   | 96.7          | 293       | 1,217       | 4.1              | 13   | 27            | 8          |

- 2024年度シーズン終了時
- 太字は自身最高記録

#### プレイオフ
| 年度 | チーム | 試合 | 試合 | パス      | パス      | パス      | パス        | パス             | パス | パス | パス          | ラン      | ラン        | ラン             | ラン | ファンブル    | ファンブル |
| 年度 | チーム | 出場 | 先発 | 成功 回数 | 試投 回数 | 成功 確率 | 獲得 ヤード | 平均 獲得 ヤード | TD   | Int  | レイテ ィング | 試行 回数 | 獲得 ヤード | 平均 獲得 ヤード | TD   | ファン ブル数 | ロスト     |
| ---- | ------ | ---- | ---- | --------- | --------- | --------- | ----------- | ---------------- | ---- | ---- | ------------- | --------- | ----------- | ---------------- | ---- | ------------- | ---------- |
| 2022 | LAC    | 1    | 1    | 25        | 43        | 58.1      | 273         | 6.3              | 1    | 0    | 84.7          | 3         | 12          | 4.0              | 0    | 1             | 0          |
| 2024 | LAC    | 1    | 1    | 14        | 32        | 43.8      | 242         | 7.6              | 1    | 4    | 40.9          | 0         | 0           | 0.0              | 0    | 0             | 0          |
| 通算 | 通算   | 2    | 2    | 39        | 75        | 52.0      | 515         | 6.9              | 2    | 4    | 60.7          | 3         | 12          | 4.0              | 0    | 1             | 0          |

- 2024年度シーズン終了時